# Karl Platen
Karl Platen, född 6 mars 1877 i Halle an der Saale, död 4 juli 1952 i Weimar, tysk skådespelare. Han medverkade i över 250 filmer.

## Filmografi (i urval)
- 1944: Skolans skräck
- 1943: Det gåtfulla leendet
- 1942: Rembrandt – målaren och hans modeller
- 1941: En natt i Siebenbürgen
- 1941: Fröken Casanova
- 1939: Vi dansa runt världen
- 1935: Kärlek och knockout
- 1935: Unga greven
- 1933: Dr. Mabuses testamente
- 1932: Grevinnan av Monte Cristo
- 1931: M – En stad söker en mördare
- 1930: Den gyllene masken
- 1929: Månraketen
- 1925: Herr Collins affärer i London